# Ochna pulchra
Ochna pulchra är en tvåhjärtbladig växtart som beskrevs av William Jackson Hooker. Ochna pulchra ingår i släktet Ochna och familjen Ochnaceae. Inga underarter finns listade i Catalogue of Life.

## Bildgalleri

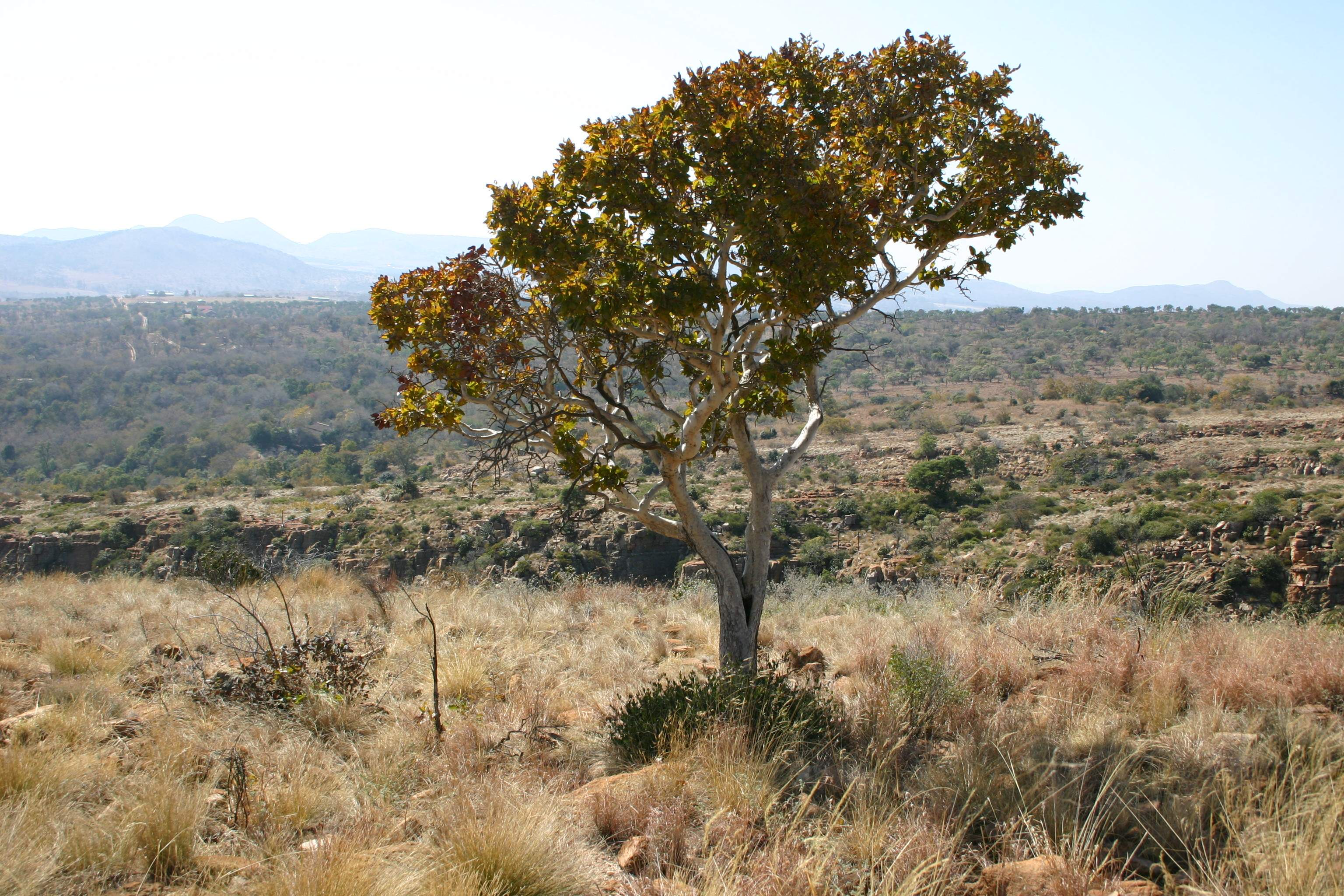
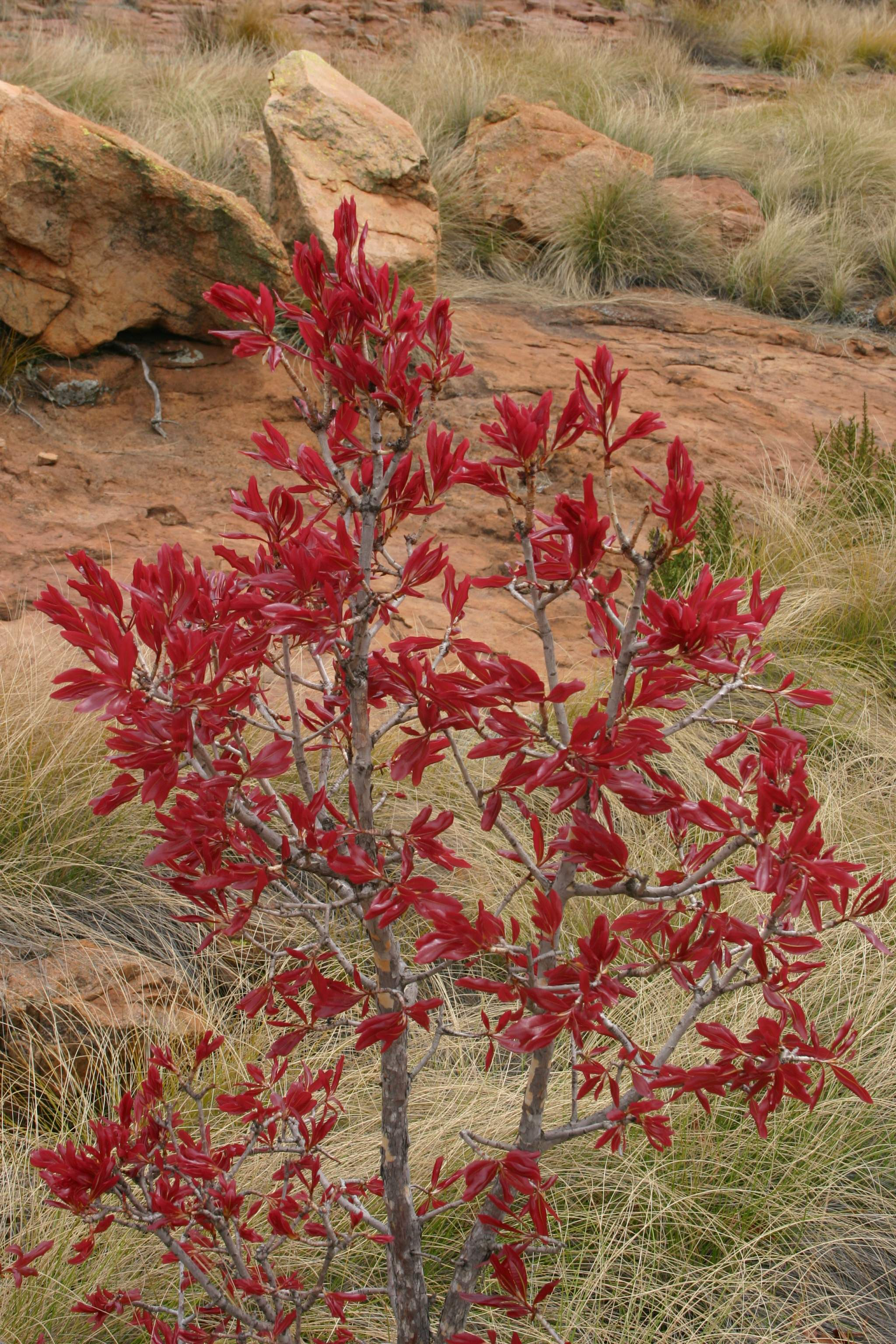
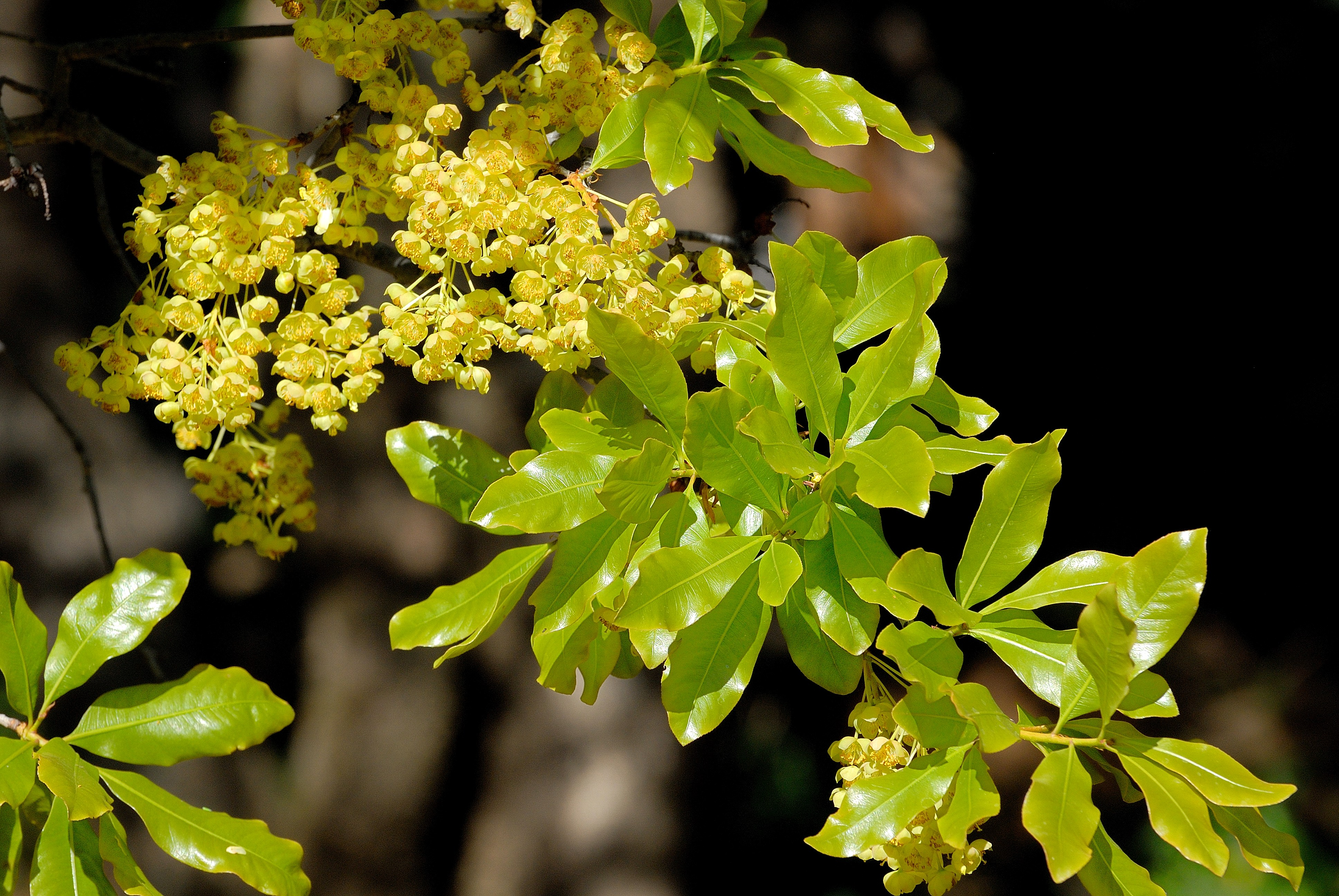
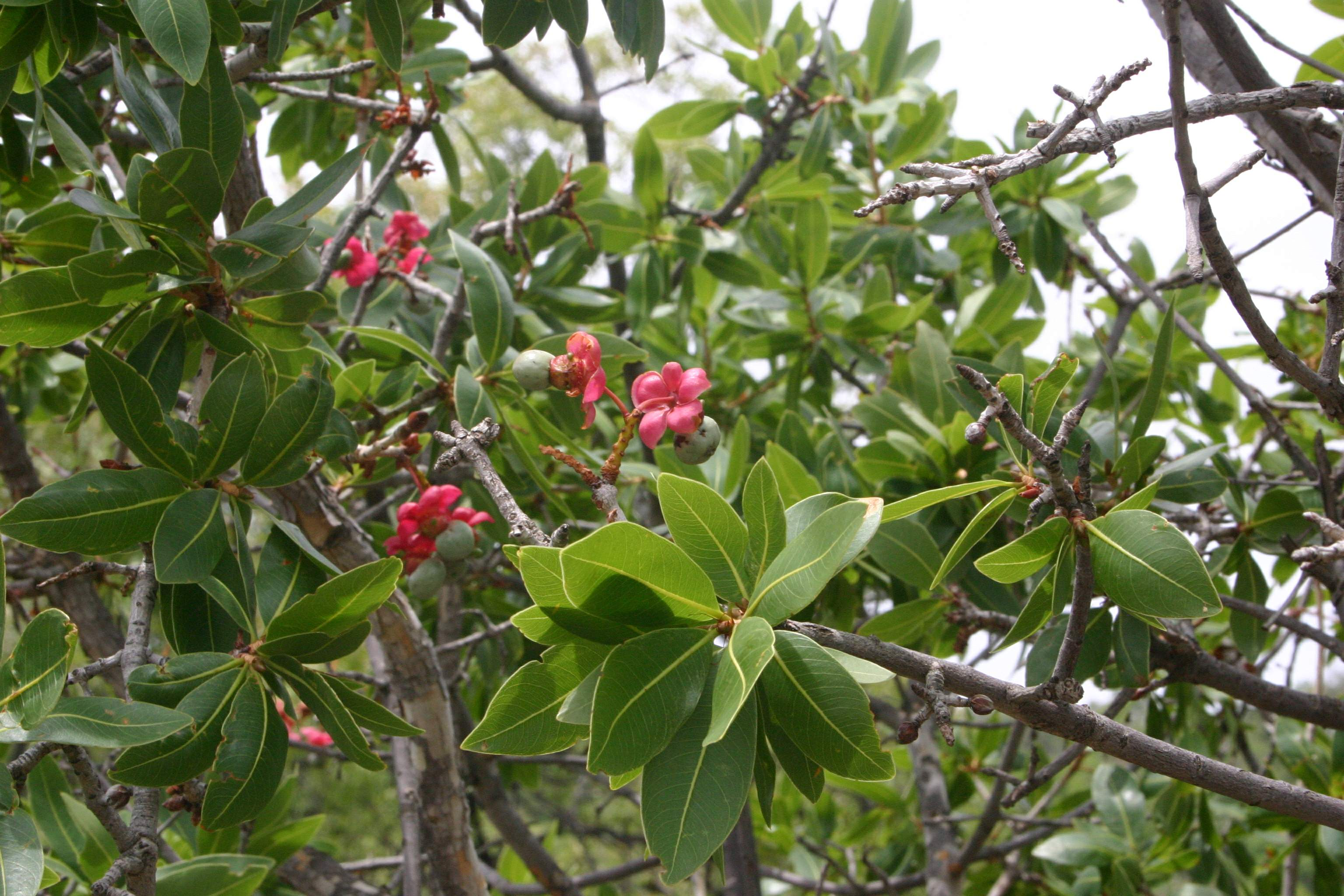
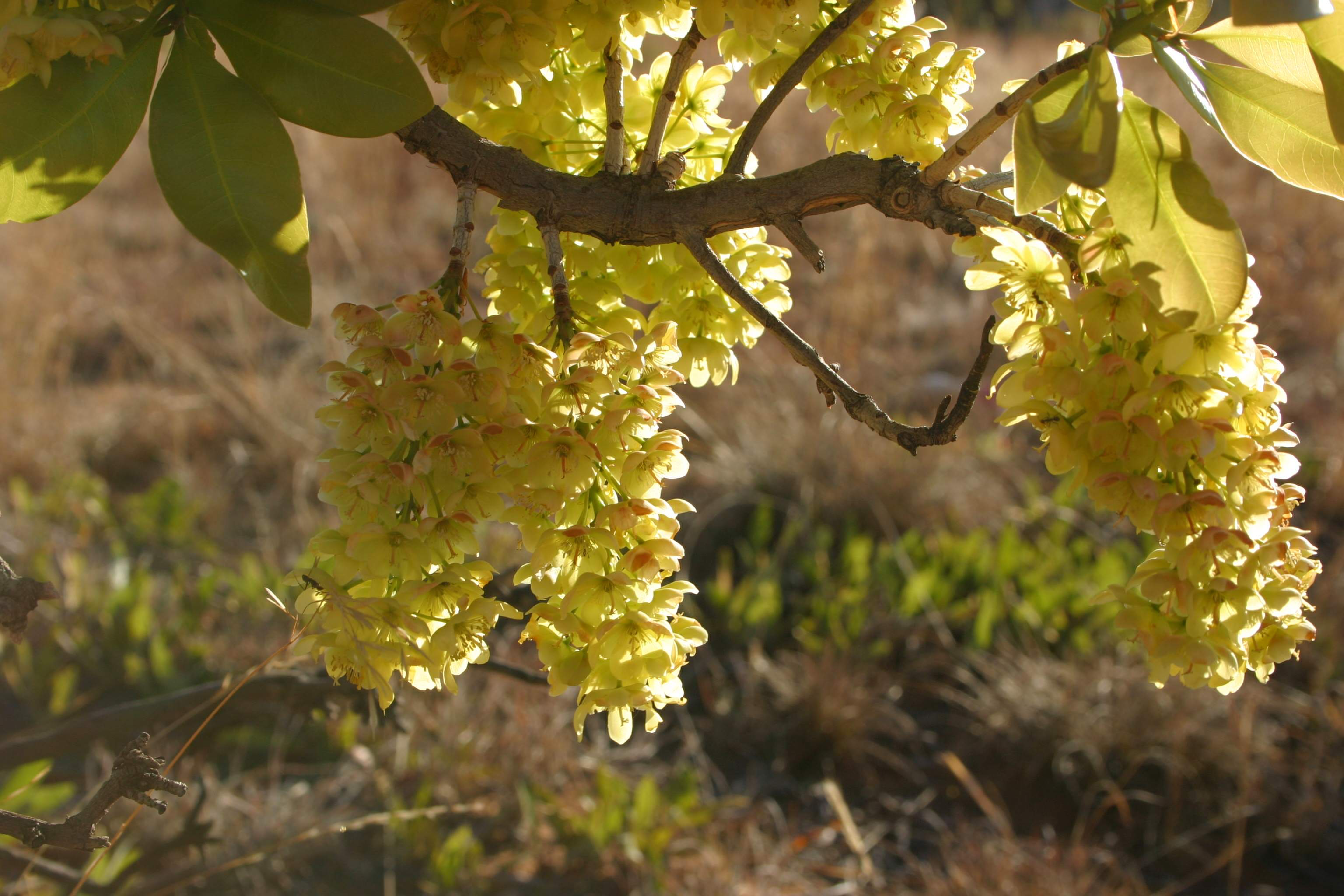
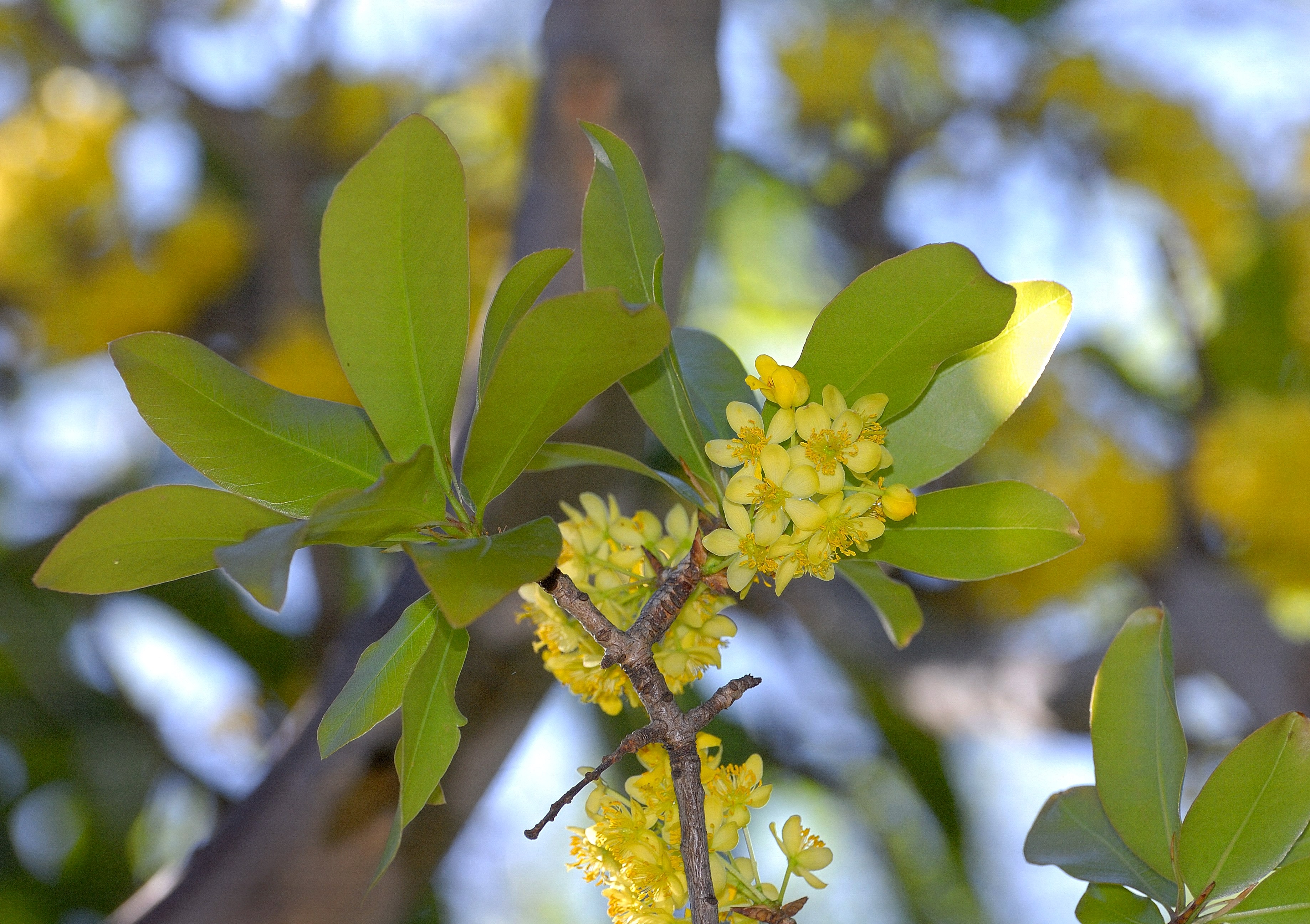